# Scopula coenosaria
Scopula coenosaria är en fjärilsart som beskrevs av Lederer 1855. Scopula coenosaria ingår i släktet Scopula och familjen mätare. Inga underarter finns listade.